# Завьялово (Тогучинский район)
Завья́лово — село в Тогучинском районе Новосибирской области. Административный центр Завьяловского сельсовета.

## География
Площадь села — 173 гектара.

## Население
| 2002 | 2007 | 2010 |
| ---- | ---- | ---- |
| 824  | ↗848 | ↘764 |

## Инфраструктура
В селе по данным на 2007 год функционируют 1 учреждение здравоохранения и 1 учреждение образования.